# It's Elementary: Talking About Gay Issues in School
It's Elementary: Talking About Gay Issues in School és un pel·lícula documental estatunidenca de 1996 dirigida per Debra Chasnoff i Helen Cohen. Proporciona als educadors informació sobre com ensenyar als alumnes de primària a ser tolerants amb les persones gais i lesbianes. La pel·lícula va ser considerada la "primera d'aquest tipus" i va tenir una bona acollida en general, tot i que hi va haver una mica de reacció dels conservadors. Es va estrenar en diversos festivals de cinema i va tenir projeccions als anys 2000.
No va rebre gaire suport de la PBS a causa de la reacció de l'American Family Association. Abans d'emetre la pel·lícula, les cadenes de televisió van rebre trucades, cartes i correus electrònics de persones que no volien que els directors de programes de PBS emetissin It's Elementary. La pel·lícula va ser guardonada amb el GLAAD Media Award al documental destacat, el Reeling Film Festival, el Silver Spire del Festival Internacional de Cinema de San Francisco, entre altres premis. La pel·lícula va tenir dues seqüeles: That's A Family! i It's Still Elementary.

## Antecedents
Debra Chasnoff volia dirigir una sèrie de vídeos educatius que tractessin d'ensenyar als nens sobre qüestions relacionades amb persones homosexuals, però va saber que no hi havia molta informació sobre el tema que anés dirigida als educadors. Va dir: "L'actual clima polític conservador, que és increïblement hostil a la mera menció de l'homosexualitat, ha fet que molts professors tinguin por de parlar amb els nens sobre els gais i lesbianes". La manca d'informació disponible va motivar Chasnoff a continuar intentant completar la pel·lícula. Chasnoff i la productora Helen Cohen van parlar amb professors estatunidencs que ja tenien currículums sobre persones gais. Els va costar entrar a les escoles, ja que diversos membres del personal i els pares no volien ser gravats. Alguns dels pares van mantenir els seus fills allunyats de l'escola durant el rodatge. Les escoles són a San Francisco i Nova York, així com Madison (Wisconsin) i Cambridge (Massachusetts). Chasnoff va dir el 1999: "Lamentablement, és una de les raons per les quals crec que la pel·lícula s'està criticant és a causa del temps. La nostra campanya es troba dins de la mateixa finestra de temps en què s'estan produint l'assassinat i el judici de Matthew Shepard, l'assassinat de Billy Jack Gaither, i ara Colorado", referint-se al llenguatge homòfob que havia estat utilitzat per assetjar els autors de la massacre de Columbine.

## Sinopsi
Estrenada el 1996, es va dir que la pel·lícula al llibre Voices of Transgender Children in Early Childhood Education era "la primera d'aquest tipus" a proporcionar als educadors informació sobre com prevenir la discriminació de les persones gais. Fou dirigida per Chasnoff i Cohen. Se centra en l'educació dels escolars de primària perquè no siguin intolerants amb aquells que són gai o lesbiana. A la pel·lícula, els alumnes de primer a vuitè parlen sobre temes LGBTQ. Els nens més petits sovint acceptaven millor els que són LGBTQ. La pel·lícula té dues versions que tenen una durada de poc menys de 40 minuts o de 78 minuts. La versió retallada es va crear com a versió d'entrenament.
Els professors enquestats tenien diversos mètodes d'ensenyament per educar sobre l'homosexualitat. Entre els educadors hi havia una professora de quart que "anima els seus alumnes a fer una pluja d'idees sobre les paraules 'gai' i 'lesbiana' i a parlar de les arrels de les seves associacions, supòsits i actituds". Un professor de vuitè va desmuntar els estereotips sobre les persones gais o lesbianes mentre també va fer que els seus alumnes entrevistessin un home gai i una dona lesbiana. El director d'una escola primària va organitzar un esdeveniment de fotografia a l'escola anomenat "Love Makes a Family", en el qual es representen "famílies amb parelles gais i lesbianes al capdavant de les llars". Una noia amb pares lesbianes va llegir un assaig del Dia de la Mare sobre les seves mares. Una professora de cinquè es va adonar que els seus alumnes no tenen cap problema amb les imatges i les històries dels nens i els seus pares gais. Una professora de portoriquenys va declarar que la seva herència era part del fet que no estava oberta als afers LGBTQ.

## Estrena
It's Elementary: Talking About Gay Issues in School es va estrenar en diversos festivals de cinema. La pel·lícula es va estrenar en VHS l'any 1996 per New Day Films, i va ser llançada en DVD l'any 2008 pel mateix distribuïdor. El DVD inclou closed caption, subtítols en castellà, recursos per a educadors i característiques especials com escenes eliminades, una entrevista amb el director i la seqüela It's Still Elementary. S'inclou una guia amb 136 pàgines que tracta sobre com utilitzar la pel·lícula dins dels sistemes i comunitats escolars. El número de 8 de juny de 1999, de The Advocate va informar que la pel·lícula s'emetria almenys a 60 estacions de PBS. Chasnoff i Cohen van iniciar una campanya per motivar la gent a demanar a les televisions locals que s'emetés la pel·lícula. El 1999, PBS es va negar a televisar la pel·lícula a les seves estacions afiliades nacionals, però l'emissora va els drets d'emissió de la pel·lícula a altres emissores mitjançant una companyia independent. En el moment en què es va publicar un article del 7 de juny de 1999 de The Baltimore Sun, 89 televisions públiques van decidir emetre la pel·lícula, 80 d'elles es van negar a emetre-la i 53 d'elles havien no va prendre una decisió. La pel·lícula no va rebre gaire suport de PBS per a la seva primera emissió televisiva a causa de la reacció de l'American Family Association (AFA). Abans d'emetre la pel·lícula, les estacions de televisió van rebre trucades, cartes i correus electrònics finals de gent que no volia que els directors de programes de la PBS emetissin It's Elementary. Ruby Calvert, directora de programes de KCWC, va dir: "He rebut moltes i moltes trucades de gent de Wyoming" i que tenia problemes per programar la pel·lícula.

## Recepció i impacte
La pel·lícula va rebre una acollida positiva per part del president de la National Education Association (NEA) i de la National Parent Teacher Association (PTA). El president de la NEA va dir en resposta a la pel·lícula: "Les escoles no poden ser neutrals quan tractem qüestions de dignitat humana i drets humans". A partir de la seva estrena, més de 3.000 institucions educatives van obtenir la pel·lícula. S'ha compartit en milers d'escenaris als Estats Units i internacionalment. Un article de la revista de 1999 de la Lliga Internacional de Dones per la Pau i la Llibertat afirma que la pel·lícula té "materials inspiradors rodats a escoles d'arreu del país" i que és "un tema que sovint deixa els adults sense paraules".
Va guanyar el millor documental al Frameline Film Festival, el Reeling Film Festival, el Turin Gay & Lesbian Film Festival i el Santa Barbara Lesbian and Gay Film Festival. Va ser guardonada amb el CINE Golden Eagle per a la formació de professors i la millor pel·lícula educativa al Northern Lights International Film Festival. La pel·lícula va rebre el Premi GLAAD Media al documental destacat el 1997, així com al documental de l'any del mateix festival. La pel·lícula va rebre el Silver Spire del Festival Internacional de Cinema de San Francisco, la Silver Apple del National Educational Media Market i el Premi del Públic del Festival Internacional de Cinema Gai i Lèsbic d'Austin.
Conservadors com el cap del Family Defense Council es van mostrar molestos amb la seva estrena. Chasnoff i Cohen van rebre la reacció de grups que afirmaven que "estaven promovent una agenda homosexual" i rentant el cervell dels nens per convertir-los a l'"estil de vida homosexuals". Els conservadors d'Idaho estaven en contra de la difusió pública de la pel·lícula i van muntar cartells publicitaris oposant-se a la pel·lícula. L'American Family Association va respondre a la pel·lícula amb una de les seves, titulada Suffer the Children: Answering the Homosexual Agenda in Public Schools. La pel·lícula de l'AFA té comentaris de It's Elementary que estan fora de context i l'autor Jamie Campbell Naidoo va dir que la seva pel·lícula fa semblar que als nens "se'ls ensenya a ser homosexuals a l'aula". El filantrop James Hormel va contribuir amb 12.000 dòlars al finançament d' It's Elementary. La revelació d'aquest fet va ser un dels factors que va fer que la seva nominació per a una ambaixada fos bloquejada pel Senat dels Estats Units, amb senadors conservadors que van expressar la seva preocupació perquè Hormel estigués implicat en la defensa de l'"estil de vida gai". El senador Bob Smith de New Hampshire va dir que la pel·lícula desacredita un discurs que Smith va pronunciar al Senat en què descriu els programes educatius sobre els gais com a "escombraries".

## Llegat
El Wexner Center for the Arts de la Universitat Estatal d'Ohio va fer una projecció el 2008 de la versió curta de la pel·lícula i la seva seqüela It's Still Elementary. Després de les pel·lícules, es va celebrar una discussió pel director del Franklin County Education Council, Brad Mitchell, i professors de Pink TIGers, que intenten prevenir l'homofòbia a les escoles. L'any 2018 es va celebrar una projecció al Frameline Film Festival en honor de concedir a Chasnoff a títol pòstum el premi Frameline 2018. El Frameline Film Festival va dir que la pel·lícula "va convertir amb valentia el camp minat de l'ensenyament sobre temes LGBTQ a les escoles primàries en un terreny de joc navegable" i "va ser fonamental per incorporar els problemes queer als currículums de l'escola primària". El llibre Voices of Transgender Children in Early Childhood Education va utilitzar la pel·lícula com a exemple dels problemes LGBTQ inclosos en l'àmbit acadèmic per a joves estudiants. La seqüela It's Still Elementary es va utilitzar com a exemple de l'èxit dels programes LGBTQ a les escoles, com ara la disminució de l'assetjament escolar i més inclusió.

## Seqüeles
Ginny Markell, la presidenta de la PTA, va presentar una de les seqüeles de la pel·lícula That's A Family! a la Casa Blanca. That's A Family! mostra nens parlant de llars homosexuals i altres famílies que difereixen de la llar comuna. Les famílies inclouen pares "divorciats, adoptius, tutors, pares amb drogues, multiracial, multireligiós o discapacitat". La pel·lícula va ser dirigida per Chasnoff. Va ser estrenada l'any 2000 i té una durada de 34 minuts.
Es va estrenar una altra seqüela que es titulava It's Still Elementary. La pel·lícula és un seguiment de la vida dels estudiants i professors de la primera pel·lícula. De manera semblant a les dues primeres pel·lícules, It's Still Elementary va ser dirigida per Chasnoff. Va ser llançat l'any 2007 i té una durada de 47 minuts.

## Obra citada
- Auten, Roseana «It's Elementary brings gay issues to the classroom». The Austin Chronicle, 06-09-1996 [Consulta: 14 gener 2021].

- Haar, Charlene K. The politics of the PTA.  Transaction Publishers, 2002, p. 98. ISBN 978-1-4128-4534-2 [Consulta: 17 desembre 2020].

- Naidoo, Jamie Campbell. Rainbow Family Collections: Selecting and Using Children's Books with Lesbian, Gay, Bisexual, Transgender, and Queer Content.  ABC-CLIO, 13 abril 2012. ISBN 978-1-59884-961-5.

- Notaro, Gerald. «It's Elementary: Talking About Gay Issues in School», 09-11-2018. Arxivat de l'original el 12 gener 2022. [Consulta: 12 gener 2021].

- Schenden, Laurie (1999-06-08). «School's 'out' for summer». The Advocate (Here Publishing): 63-64. Arxivat de l'original el 2022-01-06.
- Sullivan, Ashley L.; Urraro, Laurie L. Voices of Transgender Children in Early Childhood Education: Reflections on Resistance and Resiliency.  Springer, 29 juny 2019, p. 26. ISBN 978-3-030-13483-9 [Consulta: 17 desembre 2020].

- Walters, Barry «Taking gay issues into the classroom». San Francisco Examiner [San Francisco, California], 23-05-1996 [Consulta: 16 gener 2021].
- Wang, Selina. «That's A Family! A film for kids about family diversity», 09-11-2018. Arxivat de l'original el 22 gener 2021. [Consulta: 16 gener 2021].